# Madīnat 'Ashirh min-Ramaḍān
Madīnat 'Ashirh min-Ramaḍān (Ciudad del 10 de Ramadán) es un distrito de la gobernación de Oriental, Egipto. En julio de 2017 tenía una población estimada de 145 278 habitantes.
Se encuentra ubicado en la zona oriental del delta del Nilo, al noreste de El Cairo.